# Emer Currie

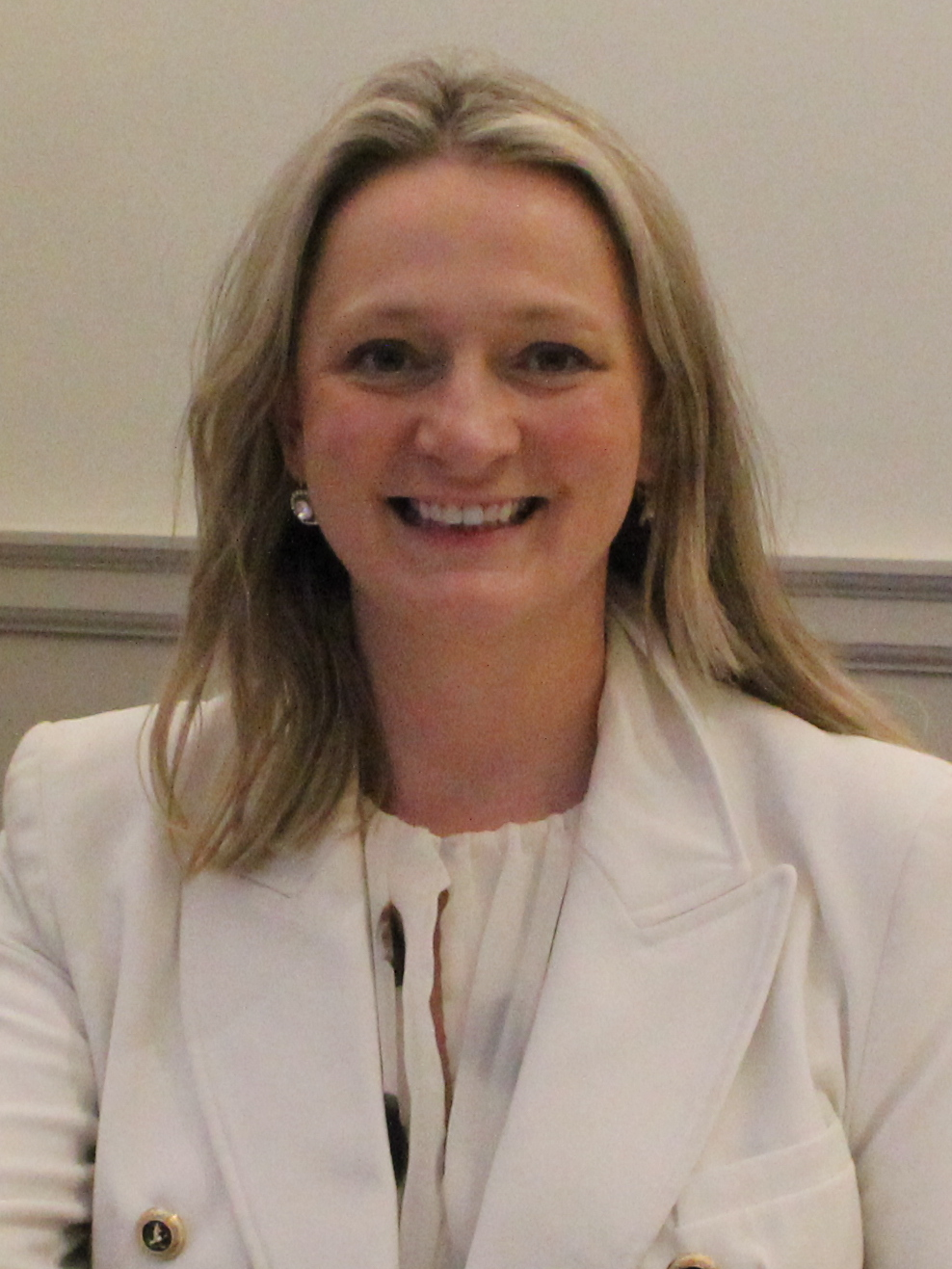
Emer Currie (2024)

Emer Currie (* 1. Mai 1979 im County Tyrone, Nordirland) ist eine irische Politikerin der Fine Gael und Teachta Dála.

## Leben
Emer Currie wuchs nach ihrer Geburt zunächst im County Tyrone in Nordirland auf. Ihr Vater Austin Currie, ein früherer Staatsminister, zog aus seinem politischen Misserfolg in Nordirland die Konsequenz, mit seiner Familie in die Republik Irland, ins County Kildare, zu ziehen. Sie studierte Geschichts- und Politikwissenschaften an der Queen’s University Belfast. Sie arbeitete anschließend für eine Kommunikationsfirma. 2019 zog sie in den Fingal County Council für die Fine Gael ein. Ohne Erfolg blieb sie mit ihrer Kandidatur im Wahlkreis Dublin West bei den Wahlen zum Dáil Éireann 2020. Sie wurde stattdessen vom Taoiseach Leo Varadkar für den Seanad Éireann nominiert. Bei den Wahlen 2024 war sie hingegen erfolgreich und zog in den Dáil Éireann ein.

## Privates
Emer Currie ist mit Malcolm Craig verheiratet, mit dem sie zwei Kinder hat. 